# Rio Mircea (Buda)
O Rio Mircea é um rio da Romênia afluente do Rio Buda.